# Chloraea barbata
Chloraea barbata es una especie de orquídea de hábito terrestre originaria de Sudamérica.

## Descripción
Es una orquídea de tamaño medio que prefiere el clima fresco.  Florece en la primavera.

## Distribución
Se encuentra en el centro de Argentina y Chile.

## Taxonomía
Chloraea barbata fue descrita por John Lindley y publicado en Journal of Botany, being a second series of the Botanical Miscellany 1: 5. 1834.
Etimología
Ver: Chloraea
barbata: epíteto latino  que significa "con barbas"
Sinonimia
- Asarca barbata (Lindl.) Kuntze, Revis. Gen. Pl. 2: 652 (1891).
- Chloraea aurea Phil., Linnaea 29: 48 (1858).
- Asarca aurea (Phil.) Kuntze, Revis. Gen. Pl. 2: 652 (1891).[4]